# 꾸러기 발명왕
《꾸러기 발명왕》은 한국에서 제작된 김청기 감독의 1984년 애니메이션 영화이다. 김청기 등이 제작에 참여하였다.

## 스태프
- 제작: (주)서울동화 프로덕숀
- 제작: 김청기
- 기획: 김춘범
- 각본: 문흥삼
- 각색: 조항리
- 작화감독: 마현덕
- 원화: 김수안, 하성출, 김일상, 조용규, 정환종, 최한용, 박만규, 정병남, 황응선, 김흥선
- 동화: 이영락, 김영신, 이세호, 임규영, 이길영, 이강진, 강섭인, 주영란, 조승기, 이영진, 송동욱, 강태구, 진문섭, 주정왕, 진의숙, 박순신
- 선화: 장해련, 김혜선, 박영신, 이효선, 정수진, 박은주, 임승희, 김애리, 한옥희, 강미란
- 채화: 김미화, 박은충, 양미선, 이영선, 김명신, 최애정, 정연주, 주정란, 홍명숙, 이영자, 성숙자, 동경애, 박현주, 박미진
- 미술감독: 강세건
- 미술효과: 배상준
- 배경: 김원영, 박효식, 박용일, 강두식, 정만호
- 촬영감독: 유승덕
- 촬영: 김승택, 안병섭, 박미숙, 정재철
- 음악: 최창권
- 노래: 최호섭
- 제작진행: 이창규, 양근복
- 녹음담당: 유창국
- 효과: 조인영
- 편집: 박성열
- 제작부장: 양동욱
- 현상: 영화진흥공사현상실
- 녹음: 청맥 녹음실
- 감독: 김청기
- 협찬: 새소년, 뽀빠이과학 (언급되지 않음)